# Medvešek
Medvešek je priimek v Sloveniji, ki ga je po podatkih Statističnega urada Republike Slovenije na dan 1. januarja  2011 uporabljalo 559 oseb.

## Znani nosilci priimka
- Adolf Medvešek (1911—1987), vojaški zdravnik
- Blaž Medvešek (*1980), plavalec
- Gašper Medvešek (*1977), arhitekt
- Janez Medvešek, ljubiteljski slikar, pesnik, fotograf narave
- Ludvik Medvešek st. (1878—1966), izseljenski delavec, povratnik iz ZDA, podpredsednik SIM
- Ludvik Medvešek ml. (1902—1971), farmacevt
- Marko Medvešek, novinar, urednik revije Reporter
- Milan Medvešek (1908—1966), društveni delavec, publicist, urednik (ZDA)
- Miro Medvešek (*1934), pesnik
- Miro Medvešek (*1964), finančnik, svetovalec
- Mojca Medvešek (*1969), strok. za etnične in manjšinske študije, prevajalka iz španščine, fr. in portugalščine, pred. luzitanistike na FF UL
- Roman Medvešek, zabavni glasbenik